# ヴィソツキー (小惑星)
ヴィソツキー (1600 Vyssotsky) は小惑星帯に位置する小惑星。アメリカ合衆国の天文学者カール・ワータネンがリック天文台で発見した。
アメリカ生まれの女性天文学者でアレクサンドル・ヴィソツキーの妻、エマ・ヴィソツキーに因んで命名された。